# Tegenaria maroccana
Tegenaria maroccana är en spindelart som beskrevs av Denis 1956. Tegenaria maroccana ingår i släktet husspindlar, och familjen trattspindlar.
Artens utbredningsområde är Marocko. Inga underarter finns listade i Catalogue of Life.